# Solo contro tutti (film 1965)
Solo contro tutti è un film del 1965 diretto da Antonio del Amo.

## Trama
Bill James assiste da bambino all'omicidio di suo padre, Jesse James, ucciso a tradimento da Bob Ford. Vent'anni dopo Bill è diventato adulto, allontanandosi dal Missouri, per evitare l'odio provocato dai discorsi sul padre. Nel ranch Tre Stelle, Dorothy assume Bill come stalliere, ma ben presto viene coinvolto nelle persecuzioni che la fattoria e la ragazza subiscono ad opera di Marshall, un allevatore potente. I primi scontri tra Bill e Marshall non portano ad alcuna soluzione; ma Bill, incriminato per l'omicidio di un uomo, è costretto a fuggire. Nascono intanto in lui i primi sospetti che Marshall e lo zio omicida siano la stessa persona; e allorché i sospetti diventano certezza, torna al villaggio, sfida Bob Ford e lo uccide.